# Miconia rusbyana
Miconia rusbyana är en tvåhjärtbladig växtart som beskrevs av Célestin Alfred Cogniaux. Miconia rusbyana ingår i släktet Miconia och familjen Melastomataceae.
Artens utbredningsområde är Bolivia. Inga underarter finns listade i Catalogue of Life.